# Freemasons
Freemasons är en engelsk musikgrupp bildad 2005 i Brighton i East Sussex. Gruppen består av musikproducenterna James Wiltshire och Russell Small. De har spelat in låtar med flera kända artister och gjort remixer på flera kända låtar. De har även släppt tre studioalbum mellan åren 2007 och 2009.
Den 21 juni 2009 släpptes singeln "Heatbreak (Make Me a Dancer)" som framförs av Sophie Ellis-Bextor. Låten blev en hit och nådde höga placeringar på singellistorna i flera länder.
Den 21 december 2010 släpptes singeln "Believer" som framförs av Wynter Gordon. Musikvideon hade 1,5 miljoner visningar på Youtube i augusti 2012.

## Diskografi
Album
- 2007 - Shakedown
- 2007 - Unmixed
- 2009 - Shakedown 2

Singlar (topp 100 på UK Singles Chart)
- 2005 - Love on My Mind (med Amanda Wilson) (#11)
- 2006 - Watchin' (med Amanda Wilson) (#19)
- 2007 - Rain Down Love (med Siedah Garrett) (#12)
- 2007 - Uninvited (med Bailey Tzuke) (#8)
- 2008 - When You Touch Me (med Katherine Ellis) (#23	)
- 2009 - Heartbreak (Make Me a Dancer) (med Sophie Ellis-Bextor) (#13)